# Guerre des Vandales
Vous lisez un « bon article » labellisé en 2017.
Batailles
Ad Decimum - Tricaméron
La guerre des Vandales, en grec ancien : Βανδηλικὸς Πόλεμος (Vandēlikòs Pólemos) oppose de 533 à 534 les Vandales et l'Empire romain d'Orient. Elle aboutit à l'annexion du royaume vandale par les Romains d'Orient.
Les Vandales occupent une partie de l'Afrique du Nord romaine depuis le début du Ve siècle et y ont établi un royaume indépendant. Sous leur premier roi, Genséric, la flotte vandale mène des actions de piraterie dans toute la Méditerranée, met à sac Rome et repousse une importante armada de l'Empire d'Orient venue les envahir en 468. Après la mort de Genséric, les relations avec l'Empire d'Orient se normalisent, même si des tensions subsistent en raison de l'adhésion des Vandales à l'arianisme et à leur politique de persécution des partisans du concile de Chalcédoine. En 530, un complot palatin à Carthage renverse le roi Hildéric, favorable aux Byzantins, et le remplace par son cousin Gélimer. L'empereur byzantin Justinien trouve là un prétexte pour intervenir. Après avoir signé la paix avec les Sassanides en 532, il envoie une expédition en Afrique commandée par le général Bélisaire et dont les événements sont narrés par Procope de Césarée, le secrétaire personnel du commandant byzantin. Justinien profite des rébellions en Sardaigne et en Tripolitaine, qu'il a peut-être provoquées et qui déstabilisent le royaume vandale. En effet, les forces de celui-ci sont dispersées, notamment leur marine qui ne peut s'opposer aux Byzantins.
La force expéditionnaire romaine part de Constantinople à la fin du mois de juin 533. Après avoir navigué le long des côtes de Grèce et du sud de l'Italie, elle débarque à Caput Vada au début du mois de septembre, à la surprise de Gélimer. Ce dernier rassemble ses forces et affronte les Byzantins lors de la bataille de l'Ad Decimum, près de Carthage, le 13 septembre. Son plan est d'encercler l'armée adverse mais la coordination entre ses différentes forces est défaillante et les Vandales sont vaincus. Bélisaire peut alors s'emparer aisément de Carthage tandis que Gélimer se replie vers Bulla Regia. Il rassemble le reste de son armée, comprenant les éléments envoyés réprimer la rébellion sarde. En décembre, il se dirige vers Carthage pour l'affrontement décisif lors de la bataille de Tricamarum. Là encore, Bélisaire est victorieux et Gélimer doit se réfugier dans les montagnes, avant de se rendre au printemps.
Bélisaire revient à Constantinople avec le trésor royal des Vandales et Gélimer comme captif. Il y jouit d'un triomphe tandis que la préfecture du prétoire d'Afrique est créée. Toutefois, le contrôle impérial ne s'étend pas sur l'ensemble de l'ancienne Afrique romaine et est contrecarré par les rébellions des tribus maures, qui ne sont matées qu'avec difficultés. Finalement, c'est l'intervention du général Jean Troglita qui rétablit la paix dans la province en 548.

## Sources
La guerre des Vandales est connue grâce à des textes byzantins et en particulier au travers du récit qu'en donne Procope de Césarée. Principal historien de l'époque de Justinien, il est alors le secrétaire de Bélisaire et possède donc une très bonne connaissance de l'expédition et du déroulement des événements, qu'il détaille dans son ouvrage Les Guerres de Justinien, dont le livre IV est consacré à la reconquête de l'Afrique. Dans cet ouvrage, il opte pour un point de vue favorable à l'empereur et à son principal général. Les autres sources sont plus secondaires et viennent en complément des éléments donnés par Procope de Césarée. Le poète Agathias fournit quelques détails sur la guerre contre les Vandales dans ses Histoires. Le récit épique du poète Corippe, la Johannide, se concentre principalement sur les faits d'armes du général Jean Troglita qui lutte contre les Maures après la victoire contre les Vandales mais permet de disposer d'éléments sur l'état de l'Afrique byzantine juste après la guerre.

## Contexte

### Fondation du royaume vandale

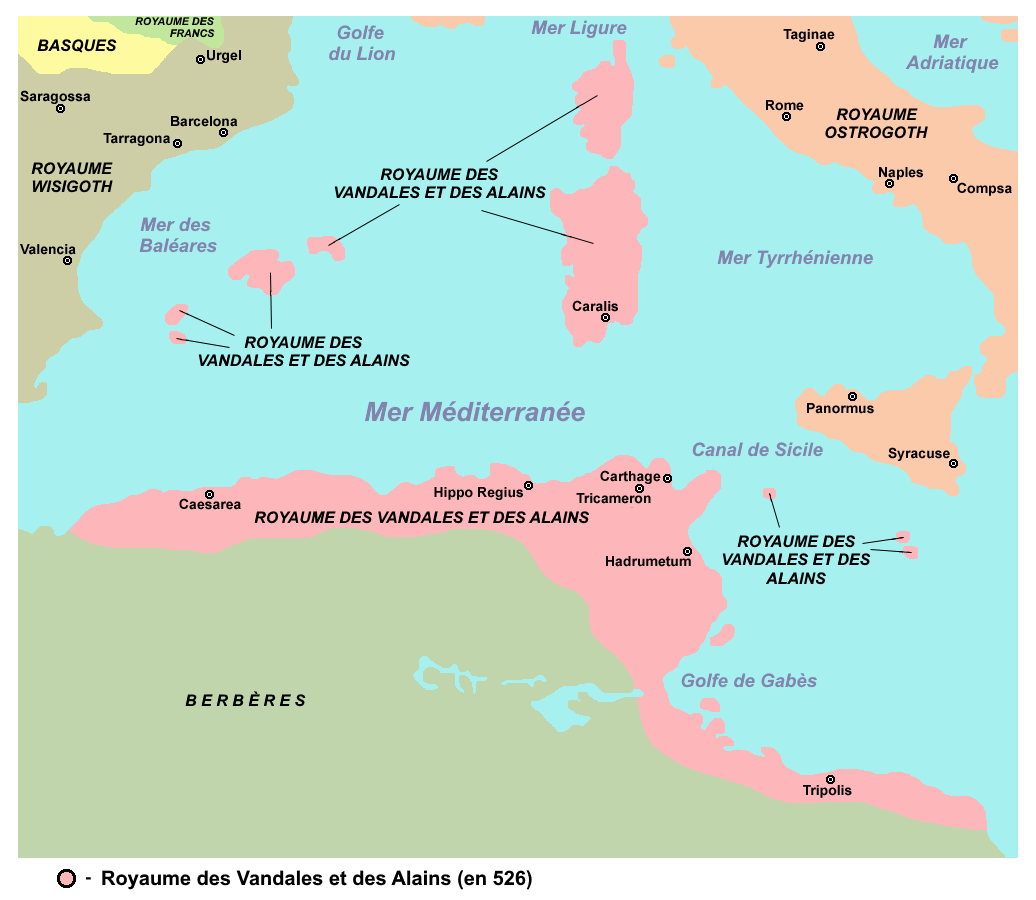
Le Royaume vandale en 526.

Dans le cadre du déclin et de la chute de l'Empire romain d'Occident au début du Ve siècle, les Vandales, alliés aux Alains, progressent jusque dans la péninsule ibérique. En 429, Bonifacius, le gouverneur romain du diocèse d'Afrique se rebelle contre l'empereur Valentinien III et doit faire face à une intervention des troupes impériales. Ces dernières demandent l'aide de Genséric qui franchit le détroit de Gibraltar avec 80 000 hommes,. Toutefois, son objectif est bien de s'emparer de l'Afrique. En 435, Rome leur reconnaît la possession de la Maurétanie césarienne et de la Maurétanie sétifienne et de la plupart de la Numidie. La guerre reprend rapidement et Carthage tombe en 439. En 442, le royaume vandale est créé avec Carthage comme capitale,. Il occupe de riches terres agricoles, ce qui lui permet de contrôler le lucratif commerce de blé avec l'Italie. Toutefois, les Vandales continuent de démontrer leur hostilité à l'Empire romain et lancent des raids sur les côtes méditerranéennes, jusque dans la mer Égée. Le point culminant intervient avec le sac de Rome en 455, qui s'étale durant deux semaines. Profitant du chaos suivant la mort de Valentinien III en 455, Genséric reprend le contrôle, au moins partiel des provinces maurétaniennes, avant d'envoyer sa flotte prendre la Corse et la Sardaigne. Seule la Sicile échappe aux Vandales grâce à la présence du général romain Ricimer,.
Au cours de cette période, les Vandales font face à plusieurs contre-offensives romaines. En 431, le général de l'Empire d'Orient Aspar conduit une expédition infructueuse. En 460, une armada rassemblée par Majorien au large de l'Espagne est détruite par les Vandales avant même de partir. Surtout, en 468, Genséric inflige une défaite écrasante à l'expédition conjointe des empires d'Orient et d'Occident, sous la direction du général Basiliscus. Après ce désastre, suivi de raids vandales contre la Grèce, l'empereur d'Orient Zénon préfère conclure une paix éternelle avec Genséric,,.

### Relations romano-vandales jusqu'en 533
Le royaume vandale présente plusieurs spécificités parmi les autres royaumes germaniques fondés sur les terres de l'Empire d'Occident. Plutôt que de respecter l'ordre sociopolitique romain, il lui préfère le sien. De même, si les rois germains d'Europe occidentale continuent de montrer leur respect aux empereurs et battent des monnaies les représentant, les rois vandales se représentent comme des dirigeants complètement indépendants. Les Vandales se distinguent aussi de la population romano-africaine en utilisant leur propre langue et leur propre code vestimentaire, de manière à se distinguer comme l'élite du royaume. En outre, comme beaucoup d'autres peuples germaniques, ils adhèrent à l'arianisme et persécutent les tenants du concile de Chalcédoine, notamment sous les règnes d'Hunéric et de Gunthamund,. À Constantinople, les empereurs ne manquent pas de protester contre ces politiques, sans remettre en cause la paix entre les deux entités qui dure une soixantaine d'années. En effet, les relations restent généralement cordiales, notamment entre l'empereur Anastase Ier et Thrasamund, qui a mis fin aux persécutions religieuses.

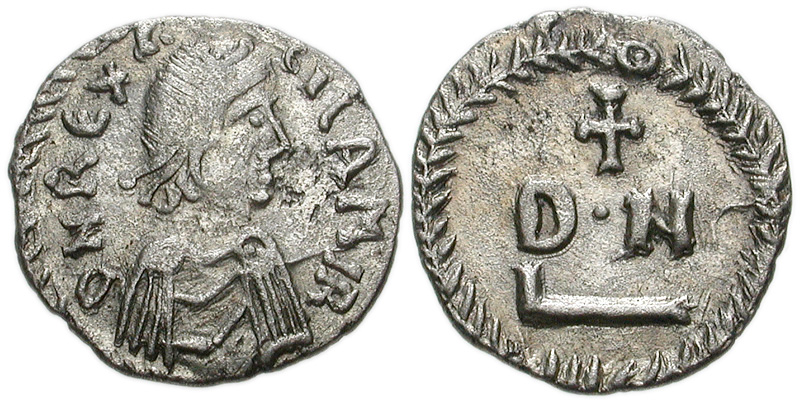
Denier représentant Gélimer.

En 523, Hildéric, fils d'Hunéric, accède au trône de Carthage. En tant que descendant de Valentinien III, Hildéric rapproche son royaume de l'Empire romain d'Orient. Selon Procope de Césarée, il est plutôt pacifiste, cordial et refuse de persécuter les Chalcédoniens. Il s'engage dans un échange de cadeaux avec Justinien, avant même l'arrivée sur le trône de ce dernier et va jusqu'à remplacer son portrait sur les pièces par celui de l'empereur. Justinien espère que ces marques de subordination sont la première étape vers une soumission du royaume vandale à son empire. Toutefois, la politique d'Hildéric ainsi qu'une défaite contre les Maures Frexes d'Antalas en Byzacène lui attirent l'opposition de l'aristocratie vandale et seront donc la cause conduisant à son renversement et à son emprisonnement par son cousin Gélimer en 530. Justinien se saisit de cette occasion et demande immédiatement le retour d'Hildéric sur le trône, ce que refuse sans surprise Gélimer. L'empereur exige ensuite la libération d'Hildéric en menaçant les Vandales de guerre. Là encore, le roi vandale refuse de livrer à son adversaire un prétendant à son trône,,.
À l’époque de la reconquête justinienne de l’Afrique du Nord, les Romano-Byzantins connaissent plusieurs retournements de situations et mécomptes. En 533, quand Bélisaire vient chasser les Vandales d’Afrique du Nord, il peut compter sur l’alliance de revers des Frexes réputés pour un être un peuple de berbères guerriers déjà opposés aux Vandales mentionnés par notamment corippe, ils ont pris le contrôle de l’ouest de la Byzacène vingt ans plus tôt. Les Frexes sous la conduite diplomatique et militaire d'Antalas, maintiendront une alliance par les "Foedus" pendant 10 ans au total ils ont reçu en échange de prestations militaires et d'une paix durable un tribut que leur ont versé les Byzantins appelé annona et des fournitures byzantines,, cette alliance sera rompue quand le gouverneur Solomon et son neveu Serge amèneront à eux la colère des insurgés Berbères à cause de leurs comportements envers les Frexes et Levathae, Solomon périra lors de la bataille de Cilium.
Dès lors, Justinien tient son prétexte, d'autant que la paix avec les Perses est assurée en 532. Il peut alors rassembler une force d'invasion, ce qui provoque une vive inquiétude dans les rangs de l'aristocratie byzantine. Celle-ci se souvient encore du désastre de 468 dont le coût pour l'Empire avait été très élevé. Jean de Cappadoce, le préfet du prétoire d'Orient et premier fonctionnaire impérial, met en avant la difficulté à financer une aventure aussi risquée. En effet, il s'agit de mener une expédition par voie maritime sur une longue distance, en transportant une armée d'une taille sensible dans le but de débarquer sur un territoire ennemi sur lequel les informations restent réduites et sans alliés directs. Les risques inhérents à une telle opération sont donc nombreux, allant de la destruction de la flotte par une tempête à l'annihilation du corps expéditionnaire une fois débarqué. Toutefois, l'empereur reçoit le soutien de l'Église, opposée à l'arianisme des Vandales et sensible à la protection des catholiques d'Afrique. Quoi qu'il en soit, Justinien écarte les oppositions à son projet et est déterminé à rétablir la domination romaine sur l'Afrique,.

### Manœuvres diplomatiques et révoltes en Sardaigne et en Tripolitaine
Peu après sa montée sur le trône, Gélimer fait face à une détérioration de la situation interne de son royaume, alors qu'il persécute ses adversaires politiques au sein de la noblesse vandale en confisquant leurs biens voire en les exécutant. Par ces actes, il fragilise sa légitimité déjà faible aux yeux de beaucoup. Cela se traduit par l'éclatement de deux révoltes dans des provinces éloignées du royaume. D'abord en Sardaigne, où Godas, le gouverneur local, se déclare indépendant, puis en Tripolitaine, où la population autochtone, conduite par Pudentius, se rebelle contre la domination vandale. Si le récit de Procope laisse entendre que ces deux séditions interviennent fortuitement, l'historien américain Ian Hughes met en avant le fait que ces deux rébellions éclatent peu avant le début de l'invasion byzantine et que leurs deux chefs font appel à l'intervention de Justinien, ce qui laisserait supposer que ce dernier a participé à leur apparition. Enfin, le royaume vandale est régulièrement secoué par les révoltes des tribus maures, soucieuses de conserver leur indépendance, ce qui oblige les Vandales à des interventions militaires récurrentes,.
Pour répondre aux émissaires de Godas, Justinien envoie Cyril, un officier des peuples fédérés, avec quatre cents hommes qui accompagnent la flotte d'invasion avant de faire voile vers la Sardaigne. De son côté, Gélimer réagit en envoyant le gros de sa flotte, soit 120 de ses meilleurs navires, et 5 000 hommes dirigés par son frère Tzazo réprimer le soulèvement. Cette décision de Gélimer a un impact crucial sur le déroulement de la guerre car la flotte vandale ne peut s'opposer à un débarquement byzantin en Afrique, tandis qu'une part importante de son armée est déployée sur un autre front. En revanche, Gélimer choisit d'ignorer temporairement la révolte en Tripolitaine car elle est de moindre envergure et intervient dans une province plus éloignée. En outre, son manque d'effectifs le contraint à attendre le retour de Tzazo avant de pouvoir entreprendre d'autres campagnes,. Une telle décision de Gélimer de disperser ses forces révèle sa conviction que Justinien n'est pas prêt à mener une expédition de grande envergure contre son royaume. Enfin, les deux souverains tentent de nouer des alliances avec leurs voisins. Gélimer contacte Theudis, un roi wisigoth, tandis que Justinien s'assure de la neutralité bienveillante du royaume ostrogoth, dont les relations avec les Vandales sont tendues depuis les mauvais traitements infligés à Amalafrida, la princesse ostrogothe qui a épousé Thrasamund. Ainsi, les Ostrogoths permettent à la flotte byzantine de faire étape dans le port de Syracuse, tout en organisant un marché pour ravitailler les forces byzantines.

### Forces en présence
Pour conduire l'expédition en Afrique, Justinien choisit son meilleur général, Bélisaire. Celui-ci s'est notamment distingué dans la guerre contre les Perses à la bataille de Dara et en réprimant la sédition Nika qui a mis en péril le pouvoir de Justinien. Ian Hughes ajoute que deux raisons expliquent ce choix : sa maîtrise du latin et sa réputation de bien traiter la population locale en s'assurant que ses hommes ne s'en prennent pas à cette dernière. Ces deux éléments sont cruciaux pour gagner le soutien de la population africaine de langue latine. En outre, Bélisaire est accompagné de sa femme Antonina et de Procope de Césarée, son secrétaire et principale source sur le déroulement du conflit.
Selon Procope, l'armée byzantine comprend 10 000 fantassins venant soit de l'armée de campagne (comitatenses), soit des peuples fédérés, et 5 000 cavaliers. En outre, Bélisaire est accompagné de 1 000 à 2 000 de ses buccelaires, des soldats de sa garde personnelle. Il se pourrait d'ailleurs qu'ils soient inclus dans les 5 000 cavaliers cités par Procope. Enfin, deux corps d'archers à cheval (600 Huns et 400 Hérules) sont aussi présents. Ce corps expéditionnaire est dirigé par des officiers expérimentés. L'eunuque Solomon est choisi comme chef de l'état-major de Bélisaire et l'ancien préfet du prétoire Archelaus est chargé de l'approvisionnement de l'armée. Théodore dirige les fantassins tandis que le Thrace Rufin et le Hun Aïgan dirigent la cavalerie. Enfin, les Fédérés sont sous les ordres de Dorothée, maître des milices (magister militum) d'Arménie. En tout, ce sont 500 navires qui sont mobilisés pour transporter cette force, ce qui nécessite 30 000 marins sous la direction de l'amiral Calonym d'Alexandrie. Cette flotte est escortée par 92 dromons, des galères de combat,,. Beaucoup d'historiens, dont le britannique John Bagnell Bury, mettent en avant la taille réduite de cette armée étant donné sa mission qui est mettre à bas un royaume entier et la valeur militaire des Vandales. Cela peut refléter soit le nombre limité de navires mobilisables, soit une intention de limiter l'impact d'une éventuelle défaite. Toutefois, Ian Hughes relativise ce point de vue et estime que la taille de l'armée de Bélisaire, même en comparaison avec les forces mobilisées par l'Empire romain au début de son existence, reste d'une taille respectable, susceptible de vaincre les Vandales. Surtout, elle est sûrement composée de meilleures troupes que les soldats stationnés en Orient sur la frontière perse.
Du côté des Vandales, la situation militaire est beaucoup plus imprécise. Leur armée n'est pas professionnelle, à la différence de celle de l'Empire romain d'Orient. En revanche, elle est susceptible d'incorporer l'ensemble des hommes vandales en mesure de combattre. De ce fait, les estimations sur la taille de l'armée sont basés sur la taille de la population vandale. Elles vont d'un total supérieur de 30 000 à 40 000 hommes sur un total de 200 000 Vandales à une estimation basse de 25 000, voire 20 000 hommes, si les pertes subies lors des luttes contre les Maures sont prises en compte, sur un total de 100 000 Vandales,,. En dépit de leur réputation militaire, les Vandales ont perdu une partie de leur tradition guerrière depuis l'installation du royaume, s'habituant peu à peu au statut d'élite sur les riches terres de l'ancienne Afrique romaine. En outre, leur manière de combattre est peu adaptée face aux soldats expérimentés de Bélisaire qui est en plus épaulé d'un alliance de revers du souverain Berbere des Frexes Antalas. L'armée vandale comprend exclusivement des cavaliers dotés d'armures légères et équipés seulement d'armes pour le combat rapproché, aux dépens de l'utilisation d'arcs et de javelots. Or, l'armée byzantine comprend des cataphractaires lourdement armés ainsi que des archers à cheval,,. Enfin, l'une des faiblesses des Vandales est leur mince implantation territoriale au sein même de leur royaume. En effet, ils peuplent principalement la région de Carthage et ne peuvent espérer se replier dans un arrière-pays qu'ils maîtrisent mal en cas de perte de leur capitale. En cela, la situation des Vandales est bien différente de celle des Ostrogoths, plus dispersés au sein de leur royaume italien.

## La guerre

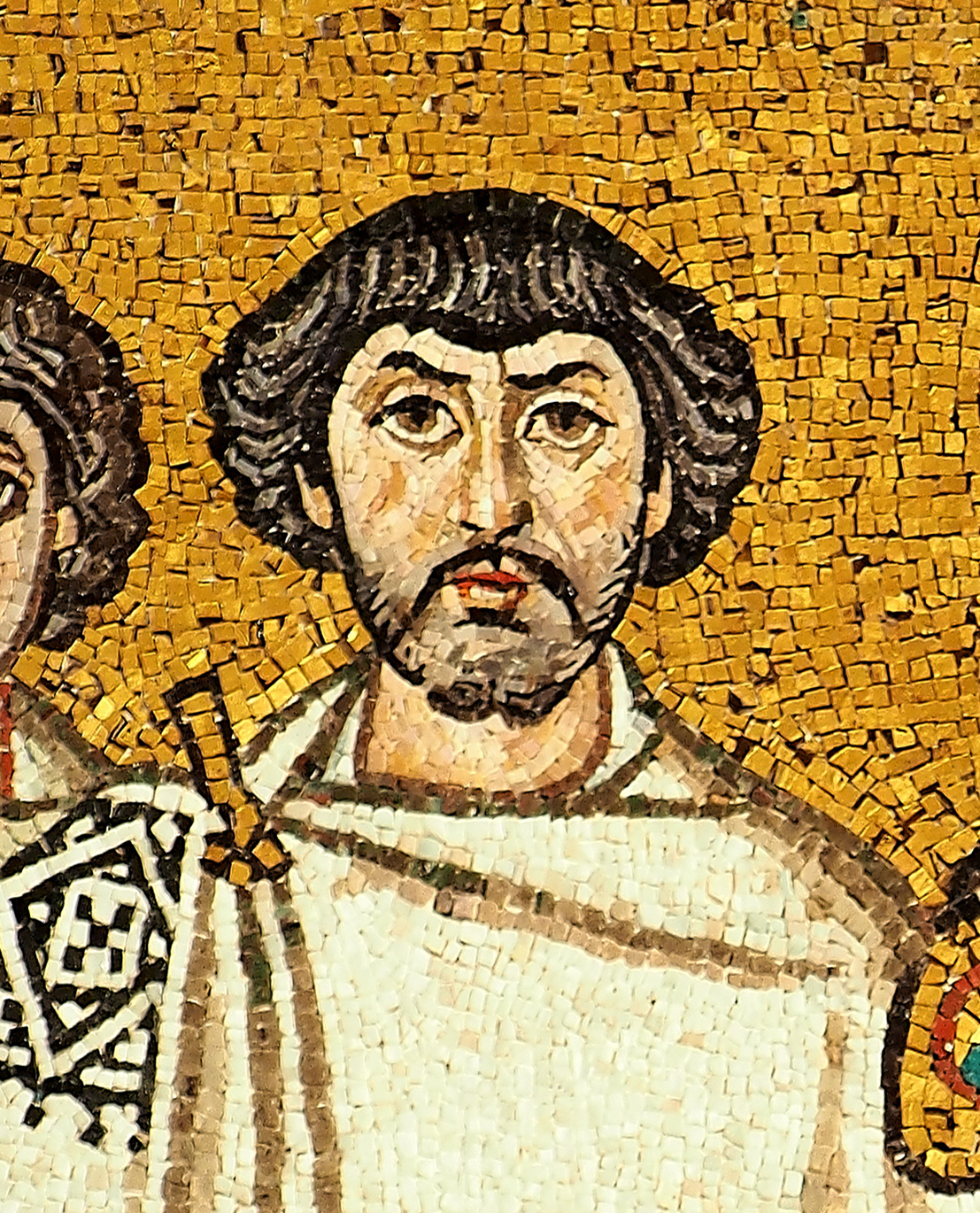
Représentation présumée de Bélisaire sur une mosaïque de la Basilique Saint-Vital de Ravenne.

### Départ et voyage de la flotte impériale
C'est à l'occasion d'une cérémonie fastueuse que Justinien et le patriarche de Constantinople accompagnent le départ de la flotte byzantine vers le 21 juin 533. Sa progression est d'abord lente car elle passe cinq jours à Héraclée Perinthus en attendant l'arrivée des chevaux et quatre jours à Abydos en raison de l'absence de vent. L'inaction favorise des débordements et Bélisaire est contraint de punir de mort deux soldats huns pour en avoir tué un troisième à la suite d'une beuverie. La flotte franchit les Dardanelles le 1er juillet et traverse la mer Egée jusqu'au port de Méthone, où elle est rejointe par les derniers contingents. Bélisaire profite d'un repos forcé lié au manque de vent pour entraîner ses troupes et renforcer la cohésion de ses unités. Toutefois, toujours à Méthone, 500 de ses hommes meurent de dysenterie causée par la consommation de pain moisi. Selon Procope, la responsabilité en incombe à Jean de Cappadoce qui, pour des raisons budgétaires, n'a fait cuire le pain qu'une fois au lieu de deux, réduisant sa durée de conservation. Il n'est pas puni pour autant, même si Justinien en est informé. Bélisaire s'assure que cet incident ne se renouvelle pas et son armée est rapidement en état de reprendre la mer.
Depuis Méthone, la flotte se dirige vers la mer Ionienne et l'île de Zante avant de rallier l'Italie. La traversée de cette mer prend plus de temps prévu en raison d'une météo capricieuse et l'armée en vient à souffrir du manque d'eau potable. Finalement, l'armada atteint Catane en Sicile, où Bélisaire envoie Procope à Syracuse pour recueillir des informations sur les activités des Vandales. Procope rencontre un ami marchand dont le domestique revient de Carthage, ce qui lui permet d'apprendre que les Vandales ne savent rien de l'expédition de Bélisaire et surtout qu'ils ont envoyé une force en Sardaigne tandis que Gélimer est absent de Carthage. Bélisaire est rapidement mis au courant et donne l'ordre d'embarquer à ses hommes. Après avoir fait étape à Malte, il rejoint Caput Vada, sur la côte est de l'actuelle Tunisie, à 240 kilomètres au sud de Carthage,,.

### Progression sur Carthage et bataille de l'Ad Decimum
Quand la flotte romaine atteint l'Afrique, un conseil de guerre est tenu à bord du navire amiral de Bélisaire. Nombre de ses officiers lui conseillent d'attaquer directement Carthage, notamment car il s'agit de la seule ville fortifiée aux mains des Vandales. En effet, les autres cités ont vu leurs murailles détruites pour prévenir toute rébellion. Toutefois, Bélisaire se souvient de l'échec de l'expédition de 468 et des dangers d'une attaque trop téméraire de la flotte vandale. Il préfère faire débarquer son armée plus au sud et lui fait bâtir un camp fortifié,,.
Bélisaire est aussi conscient que le succès de son entreprise dépend du soutien de la population locale qui a grandement conservé son identité romaine et dont il se présente comme le libérateur. Le lendemain de son débarquement, il punit sévèrement certains de ses soldats qui se sont rendus coupables de vol auprès d'un paysan local. Il rassemble ensuite son armée et lui ordonne de conserver sa discipline et de ne pas mal se comporter envers la population locale, pour éviter qu'elle ne se tourne vers les Vandales. Ses efforts sont fructueux et Procope rapporte que les soldats se comportent avec modération, n'étant impliqués dans aucune bagarre ou tout autre écart de conduite, tandis que Bélisaire, déployant des trésors de gentillesse et de sympathie, gagne le soutien de la population locale à tel point qu'il peut se déplacer comme sur ses propres terres,,.
L'armée byzantine progresse en direction du nord, le long de la route côtière, au rythme quotidien de quinze kilomètres. Trois cents cavaliers dirigés par Jean l'Arménien forment l'avant-garde, à 4,5 kilomètres devant le gros de l'armée, tandis que 600 Huns couvrent le flanc gauche. Bélisaire se situe à l'arrière avec ses buccelaires, pour prévenir toute attaque par Gélimer qui est à proximité directe. La flotte suit l'armée de près en longeant la côte,. Syllectum est la première cité rencontrée. Elle est prise par la ruse par un détachement de Boriadès. Lors d'une tentative pour semer la discorde parmi les Vandales, Bélisaire envoie une lettre écrite par Justinien et adressée aux aristocrates vandales, dans laquelle l'empereur assure intervenir au nom du roi légitime Hildéric. Toutefois, le messager vandale capturé par les Byzantins et choisi pour transmettre le message est trop effrayé pour mener à bien cette mission qui ne donne rien,.

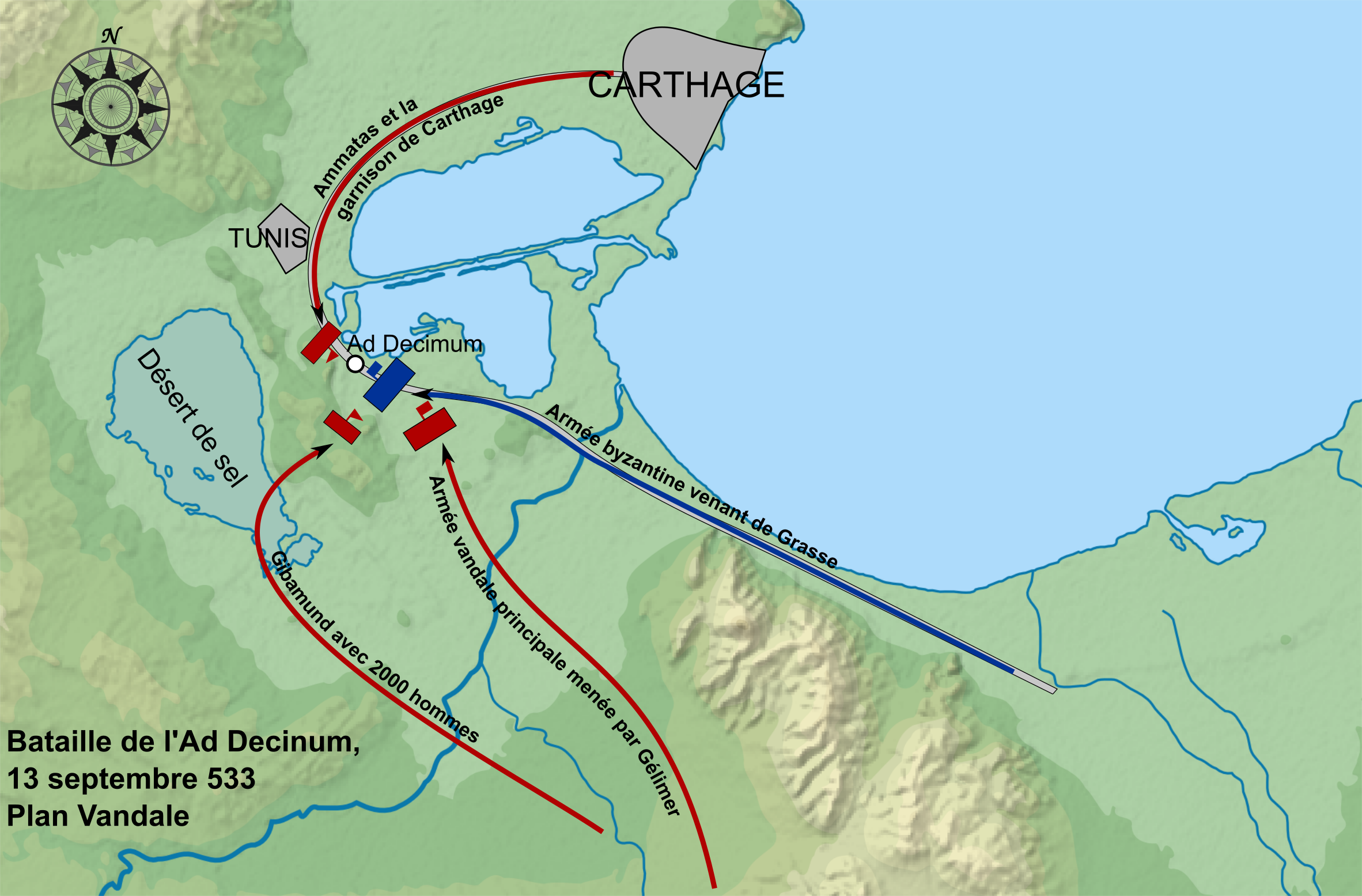
Le plan de Gélimer pour encercler les Byzantins.

Dans le même temps, Gélimer apprend la progression des Byzantins et en informe immédiatement son frère Ammatas, resté à Carthage. Il lui demande de rassembler les forces situées aux alentours de la capitale et d'exécuter Hildéric et sa famille. En outre, son secrétaire, Bonifacius, doit charger le trésor royal sur un navire pour le transporter en Espagne dans le cas où les Byzantins l'emporteraient,. Enfin, Gélimer doit composer sans ses meilleurs hommes, partis avec Tzazo. Cela ne l'empêche pas de préparer l'affrontement avec l'armée adverse au lieu-dit de l'Ad Decimum, où il a ordonné à Ammatas de se rendre. Quant aux Byzantins, ils avancent vers Grasse depuis Thapsus, Leptis Minor et Hadrumète. Sur cette route, une première escarmouche intervient avec les éclaireurs de Gélimer. Après un bref affrontement, les deux troupes se replient vers leurs camps respectifs,. Depuis Grasse, Bélisaire fait bifurquer son armée vers l'ouest. L'armée byzantine est alors sur la partie la plus exposée de la route qui doit la mener vers Carthage puisqu'elle s'enfonce dans les terres et ne bénéficie plus du soutien de la flotte, contrainte de contourner le cap Bon.
Dans la matinée du 13 septembre, le dixième jour après le débarquement à Caput Vada, l'armée byzantine s'approche de l'Ad Decimum (un poste à proximité de Tunis). Si les Byzantins ne connaissent rien des mouvements adverses, les Vandales disposent de renseignements fiables. Gélimer a planifié son encerclement par l'intervention conjointe de trois forces distinctes. D'abord, une troupe conduite par son frère Ammatas doit s'opposer frontalement aux Byzantins. Ensuite, 2 000 hommes dirigés par son neveu Gibamond doivent attaquer leur flanc gauche. Enfin, Gélimer, avec le gros de l'armée, prévoit d'attaquer les arrières de l'armée de Bélisaire. Ainsi, cette dernière doit être anéantie au terme de la bataille. Toutefois, l'exécution de ce plan est mise à mal par le défaut de coordination entre les trois troupes vandales. Ammatas arrive trop tôt et est tué par les hommes de Jean l'Arménien alors qu'il procède à une reconnaissance. Peu après, les Huns interceptent la force de Gibamond et l'écrasent aisément. Quant à Gélimer, il n'a pas conscience de ces revers. Il poursuit sa progression et disperse les premiers éléments byzantins présents à l'Ad Decimum. La victoire est alors encore possible pour les Vandales mais Gélimer découvre le cadavre de son frère tué plus tôt dans la journée. Il se détourne alors complètement de la bataille en cours, permettant à Bélisaire de prendre le temps de rallier ses hommes avec sa principale force de cavalerie, de contre-attaquer et de vaincre les Vandales désorganisés. Avec ce qu'il lui reste de forces, Gélimer fuit vers l'ouest et la Numidie. La bataille de l'Ad Decimum se termine donc par une écrasante victoire des Byzantins et la route de Carthage est désormais ouverte,,.

### Entrée dans Carthage et contre-attaque de Gélimer
À la nuit tombée, Jean l'Arménien rejoint le gros de l'armée avec ses hommes et les Huns. C'est à cet instant que Bélisaire réalise l'ampleur de son succès. Toute la nuit, la cavalerie reste sur le champ de bataille. La matinée suivante, alors que l'infanterie la rejoint, l'ensemble de l'armée fait route vers Carthage, devant laquelle elle arrive au crépuscule. Les habitants ouvrent rapidement les portes et allument des feux pour célébrer l'arrivée de Bélisaire. Toutefois, ce dernier craint une éventuelle embuscade et il désire conserver le contrôle de ses troupes. Par conséquent, il préfère reporter son entrée dans la ville,. Entre-temps, la flotte a contourné le cap Bon et, dès qu'elle apprend la victoire à l'Ad Decimum, jette l'ancre à Stagnum, à 7,5 kilomètres de Carthage. Au mépris des ordres de Bélisaire, Calonym et ses hommes pillent les établissements commerciaux de Mandriacum.
Le matin du 15 septembre, Bélisaire met son armée en ordre de bataille devant les murailles carthaginoises mais aucune force adverse ne se présente. Dès lors, il peut conduire son armée dans la ville, après avoir exhorté ses hommes à faire preuve de discipline. La population accueille les Byzantins d'autant plus chaleureusement qu'elle est surprise par l'absence de troubles provoqués par les soldats vainqueurs. De son côté, Bélisaire s'empare du palais royal et prend place sur le trône des Vandales. Il en profite même pour manger le repas préparé pour Gélimer. Enfin, la flotte pénètre dans le lac de Tunis tandis que l'armée est répartie dans la ville. Quant aux Vandales encore présents, ils sont rassemblés et placés sous bonne garde pour éviter qu'ils ne fomentent un quelconque trouble. Pour prévenir Justinien, Bélisaire envoie Solomon à Constantinople, tout en gardant à l'esprit que Gélimer représente toujours une menace. Par conséquent, il s'empresse de restaurer les murailles en partie démolies pour les rendre aptes à soutenir un siège,. En quelques jours, Bélisaire a donc remporté de grands succès. S'il a bénéficié de circonstances favorables, notamment l'absence conjuguée de tempêtes et de la flotte vandale, il est parvenu à mener son armée sur un territoire hostile, à des centaines de kilomètres des terres impériales et sans sources de renseignements solides, tout en ayant à l'esprit que la moindre défaite signerait l'échec définitif de son entreprise. En définitive, sa prudence, sa volonté de s'assurer le soutien ou la neutralité de la population locale et la supériorité intrinsèque de son armée sont des facteurs clés expliquant les premiers succès des Byzantins.
Au cours des semaines suivantes, tandis que Bélisaire reste à Carthage pour en renforcer les fortifications, Gélimer se dirige avec son armée à Bulla Regia. Il s'assure de la loyauté de la population locale par le versement d'argent avant d'envoyer des messages à Tzazo pour lui demander de revenir de Sardaigne avec des renforts, après être parvenus à rétablir la suprématie vandale sur l'île en tuant Godas. En attendant son retour, l'armée vandale s'accroît avec l'arrivée de soldats vandales ayant fui lors de la bataille de l'Ad Decimum, ainsi que de contingents maures. Toutefois, la plupart des tribus de Numidie et de Byzacène préfèrent présenter leur allégeance à Bélisaire, jurant fidélité à l'Empire. Certaines vont jusqu'à offrir des otages et demandent l'obtention des insignes qui leur sont traditionnellement conférées par les empereurs. Or, Bélisaire transporte de tels objets et ne tarde pas à les envoyer aux différentes tribus maures. Toutefois, tant que le sort de la guerre n'est pas définitivement scellé, aucun camp ne peut véritablement compter sur le soutien solide des Maures,. Dans le même temps, des messagers de Tzazo annonçant la reprise de la Sardaigne débarquent à Carthage, inconscient de sa reconquête par les Byzantins. Ils sont rapidement faits prisonniers.
Dès que Tzazo reçoit le message de son frère, il quitte la Sardaigne et rejoint l'Afrique pour y retrouver Gélimer à Bulla Regia. Le roi vandale est désormais déterminé à reprendre sa capitale. L'interprétation traditionnelle est qu'il désire prendre la ville en l'assiégeant sur la durée. Toutefois, Ian Hughes estime que Gélimer a conscience de ne pas avoir de ressources suffisantes pour une guerre prolongée. De ce fait, il doit contraindre Bélisaire à une confrontation rapide et décisive. En approchant de la ville, les Vandales coupent l'aqueduc d'alimentation en eau et essaient d'empêcher l'arrivée de renforts dans la cité. Gélimer y envoie aussi des espions pour saper la loyauté des habitants envers l'armée impériale. Bélisaire apprend rapidement le risque de trahison au sein de la population et réagit en empalant un habitant coupable d'avoir voulu rejoindre les Vandales. Le risque principal vient des Huns dont la fidélité aux Byzantins est limitée. En effet, ils ont participé à l'expédition contre leur gré et craignent de rester en Afrique comme force de garnison. Or, les agents des Vandales ont déjà établi des contacts avec eux mais ils ne parviennent pas à les retourner car Bélisaire a fait la promesse solennelle de récompenser généreusement les Huns et de leur permettre de rentrer chez eux après la victoire. Pour autant, leur loyauté reste douteuse et, à l'image des Maures, les Huns attendent de voir quel camp est en mesure de l'emporter pour le rallier définitivement,.

### Bataille de Tricaméron et reddition de Gélimer
Après s'être assuré de la loyauté de la population et de son armée et compléter la réparation des murailles, Bélisaire décide d'affronter Gélimer. À la mi-décembre, il sort de la cité en direction du camp fortifié vandale situé à Tricaméron, à vingt-huit kilomètres de là. Comme lors de la bataille de l'Ad Decimum, la cavalerie romaine précède l'infanterie et la Bataille de Tricaméron se résume à un affrontement de cavalerie, dans lequel les forces byzantines sont clairement inférieures en nombre. Les deux armées gardent leurs éléments les moins fiables (les Maures et les Huns) en réserve. Jean l'Arménien et Tzazo jouent les rôles les plus déterminants dans leurs camps respectifs. Jean dirige des attaques répétées contre le centre de l'armée vandale, jusqu'à la mort de Tzazo. Juste après, une attaque générale est lancée par les Byzantins le long de la ligne de front, conduisant à un effondrement des forces vandales, contraintes de se replier vers leur camp. Gélimer qui suit les événements comprend que la situation est perdue et décide de fuir avec quelques hommes en Numidie. Cette fuite provoque l'abandon de toute résistance par les forces vandales encore restantes et leur camp est pillé par les Byzantins,. À l'image de la bataille de l'Ad Decimum, Bélisaire ne parvient pas à conserver la cohésion de son armée et est contraint de combattre en forte infériorité numérique. La dispersion de son armée engagée dans le pillage du camp vandale aurait pu être désastreuse en cas de contre-offensive des Vandales et démontre le manque de discipline des Byzantins et les difficultés rencontrées par Bélisaire dans son commandement,. Comme Bury l'indique, le sort de l'expédition aurait pu être bien différent « si Bélisaire avait été opposé à un commandement adverse de qualité et expérimenté au combat. Il souligne que Procope lui-même exprime de l'étonnement quant à l'issue de la guerre et n'hésite pas à considérer qu'il s'agit moins du résultat d'une supériorité stratégique que d'une bonne fortune ».
Un détachement byzantin conduit par Jean l'Arménien se lance à la poursuite du roi vandale en fuite durant cinq jours et cinq nuits. Le général byzantin est tout proche de Gélimer quand il périt lors d'un accident qui interrompt la poursuite. Gélimer en profite pour s'échapper, se rendant d'abord à Hippo Regius, puis dans la ville de Medeus dans les monts Papua. Là, il peut compter sur les tribus maures locales. Bélisaire envoie 400 hommes conduits par l'Hérule Pharas pour bloquer tout échappatoire et se rend à Hippo Regius où les Vandales ayant fui ont trouvé refuge,. Finalement, ils se rendent aux Byzantins qui leur promettent de bien les traiter. Bélisaire parvient même à mettre la main sur le trésor vandale, chargé sur un navire à Hippo. En effet, Bonifacius, le secrétaire de Gélimer chargé de l'emporter en Espagne où le roi vandale a prévu de se réfugier, a été contraint de faire escale en raison de vents contraires. En échange de sa vie sauve, il livre le trésor à Bélisaire (dont une partie lui serait revenue selon Procope). Bélisaire décide ensuite d'étendre l'autorité byzantine sur les régions éloignées de l'ancien royaume vandale. Cyril est envoyé conquérir la Sardaigne et la Corse en emportant la tête de Tzazo comme signe du triomphe byzantin. Jean est envoyé à Césarée, sur le littoral de la Maurétanie césarienne. Un autre Jean va jusqu'aux forteresses jumelles de Septem et Gadira, sur le détroit de Gibraltar. Enfin, Apollinarius prend possession des îles Baléares. Des renforts sont aussi envoyés auprès de la population locale de la Tripolitaine, soumise aux offensives des tribus maures. Bélisaire exige aussi la restitution du port de Lilybaeum, seule possession vandale en Sicile conquise par les Ostrogoths durant la guerre. Un échange de lettres entre Justinien et le royaume ostrogoth conduit l'empereur byzantin à s'impliquer dans les intrigues de la cour ostrogothe, conduisant finalement à la conquête de l'Italie par les Byzantins à partir de 535.
Pendant ce temps, Pharas continue de bloquer toute fuite à Gélimer, qui reste dans sa forteresse montagneuse de Medeus. Toutefois, alors que ce blocus s'éternise durant l'hiver, Pharas s'impatiente. Il décide d'attaquer directement le bastion vandale mais il est vaincu et perd le quart de ses hommes. Ce succès n'est toutefois qu'un sursis pour Gélimer, dont la situation reste désespérée car le manque de vivres commence à se faire sentir. Pharas lui envoie des messages l'appelant à la reddition et promet d'épargner la vie de ses partisans. En mars, Gélimer finit par céder et accepte de se rendre après avoir reçu des garanties de garder la vie sauve. Il est ensuite escorté jusqu'à Carthage,,.

## Conséquences

### Triomphe de Bélisaire

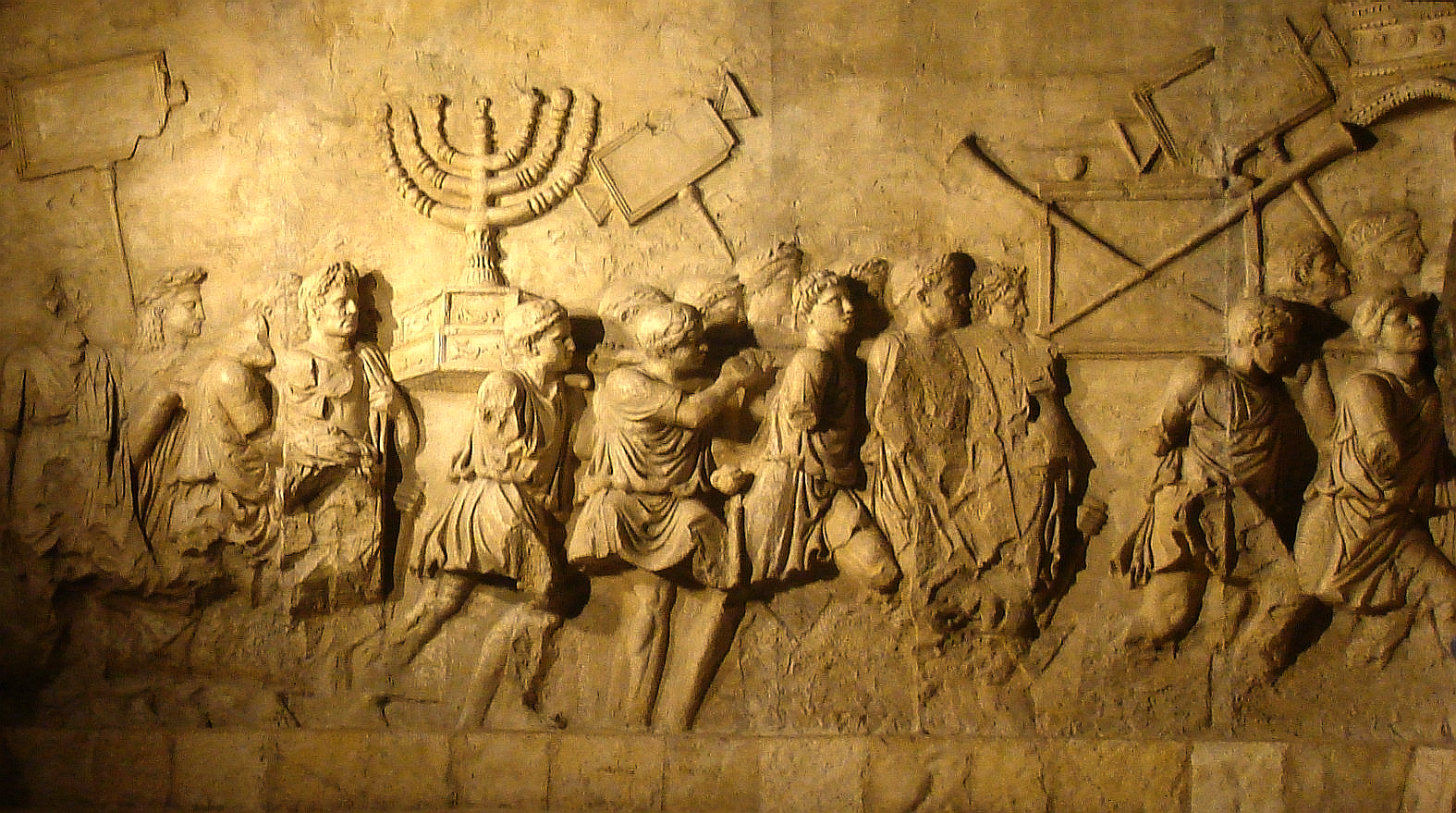
La Menorah du second temple de Jérusalem.

Bélisaire ne reste pas longtemps en Afrique. En effet, nombre de ses officiers, pensant à leur propre avancement, envoient des lettres à Justinien lui affirmant que son général en chef désire établir son royaume en Afrique. En réaction, l'empereur laisse deux possibilités à Bélisaire : soit il revient à Constantinople, soit il reste en Afrique,. Or Bélisaire a capturé l'un des messagers et est donc au courant des calomnies à son propos. Dès lors, il décide de revenir dans la cité impériale pour ne pas laisser Justinien douter de sa fidélité. Il quitte l'Afrique au cours de l'été 534, accompagné de Gélimer, de nombreux prisonniers vandales (incorporés dans cinq régiments de Vandali Iustiniani, soit les « Vandales de Justinien ») et le trésor royal des Vandales, comprenant de nombreux biens pillés lors du sac de Rome 80 ans plus tôt (comme la Menorah du second temple de Jérusalem). À Constantinople, Bélisaire reçoit un triomphe digne des grands généraux romains d'antan, accompagné de prisonniers vandales dont Gélimer. C'est d'ailleurs le premier à être célébré à Constantinople depuis sa fondation et le premier depuis Balbus à récompenser un personnage autre que l'empereur en plus de cinq siècles et demi. Justinien fait aussi en sorte que ce triomphe glorifie son propre rôle dans cette conquête et, une fois arrivé dans l'Hippodrome de Constantinople, Bélisaire se prosterne devant le trône impérial. En hommage à la victoire contre les Vandales, une pièce est frappée représentant Justinien à l'avers et Bélisaire au revers avec la mention « Bélisaire, la gloire des Romains ».

### Rétablissement de la souveraineté byzantine en Afrique et guerre contre les Maures

Carte présentant les conquêtes (en rouge pâle) de l'Empire romain d'Orient sous Justinien, parmi lesquelles une partie de l'ancienne Afrique romaine.

Immédiatement après la victoire de Tricaméron, Justinien proclame l'Afrique reconquise. Il est déterminé à restaurer la province dans ses anciennes frontières et à lui rendre sa prospérité passée, de manière à éliminer toute trace de la conquête vandale et de revenir à l'état antérieur à l'établissement du royaume barbare. Par conséquent, les Vandales sont privés de l'accès à tout office public et même à la propriété. Les anciens propriétaires dépossédés récupèrent leurs biens et la plupart des hommes vandales sont réduits à l'esclavage. Les soldats byzantins prennent leurs femmes comme épouses. L'Église du concile de Chalcédoine est rétablie dans ses droits tandis que l'arianisme disparaît et que ses partisans sont persécutés. De ce fait, la population vandale diminue rapidement et ne tarde pas à disparaître en étant absorbée par la population locale,. Dès avril 534, avant la reddition de Gélimer, les subdivisions provinciales romaines sont rétablies, de même que l'administration. Une préfecture du prétoire d'Afrique est créée, dirigée par un vicaire du diocèse avec six provinces (Carthage qui remplace l'ancienne Afrique proconsulaire, la Byzacène, Tripoli, la Maurétanie, Tanger pour l'ancienne Maurétanie Tingitane et la Sardaigne). L'armée de Bélisaire reste sur place pour servir de force de garnison sous la conduite d'un maître des milices et de sept ducs. Enfin, un programme de fortification est mis en œuvre, incluant la construction de murailles et de fortins pour protéger l'arrière-pays. L'archéologie moderne a souvent permis de mettre au jour les vestiges de cette entreprise.
En dépit des déclarations d'intention de Justinien, le contrôle byzantin sur l'Afrique est loin d'être acquis. Au cours de sa campagne, Bélisaire a conquis les provinces de Byzacène, Proconsulaire et Tripolitaine, là où l'implantation vandale est la plus forte. Toutefois, plus loin vers l'ouest, le contrôle impérial se réduit à une série de positions fortifiées conquises par la flotte, allant jusqu'à Constantine. En revanche, l'arrière-pays de la Numidie et de la Maurétanie reste aux mains des tribus maures, comme c'était déjà le cas sous les rois vandales. Si les Maures reconnaissent initialement la suzeraineté byzantine et livrent des otages aux autorités impériales comme gages de leur bonne foi, ils ne tardent pas à faire preuve de défiance et à se révolter. Solomon, le premier gouverneur de l'Afrique byzantine, qui combine les postes de maître des milices et de préfet du prétoire, remporte plusieurs succès contre eux et renforce le contrôle impérial sur l'Afrique mais son œuvre est interrompue par une vaste mutinerie en 536. Cette révolte est finalement réprimée par Germanus et Solomon revient en Afrique en 539, mais il meurt lors de la bataille de Cillium en 544 contre une coalition de Maures. L'Afrique byzantine est alors de nouveau en péril avant que le général Jean Troglita ne pacifie la région en 548, sans pour autant reprendre l'ensemble de l'ancienne Afrique romaine.